# Dideutérium
Le dideutérium est un corps simple de formule chimique D2 dont les molécules sont constituées de deux atomes de deutérium, isotope stable de l'hydrogène, de masse atomique égale à 2. Il s'agit à ce titre d'un isotopologue du dihydrogène H2, au même titre que le deutérure d'hydrogène HD.
Les propriétés physicochimiques du dideutérium sont très voisines de celles du dihydrogène, mais présentent toutefois quelques différences illustrant le fait que le deutérium et le protium (isotope prépondérant de l'hydrogène, de masse atomique égale à 1) présentent l'effet isotopique le plus prononcé parmi les éléments chimiques connus.
| Propriété physique           | Dihydrogène       | Dideutérium        |
| ---------------------------- | ----------------- | ------------------ |
| Point triple                 | −259,2 °C 7,2 kPa | −254,4 °C 17,1 kPa |
| Fusion                       | −259 °C           | −254,43 °C         |
| Ébullition                   | −252,76 °C        | −249,5 °C          |
| Masse volumique à ébullition | 0,070 79 g·cm-3   | 0,162 4 g·cm-3     |